# Reedsburg
Reedsburg est une ville du comté de Sauk dans l’État du Wisconsin aux États-Unis.
Sa population était de 9 200 habitants en 2010.